# Max von der Groeben
Max von der Groeben est un acteur allemand,  né le 15 janvier 1992 à Cologne. 
Il est notamment connu pour son rôle de Daniel « Danger » Becker dans la trilogie Un prof pas comme les autres.

## Biographie
Max von der Groeben naît le 15 janvier 1992 à Cologne en Allemagne. Sa mère Ulrike von der Groeben est présentatrice et son père Alexander von der Groeben est journaliste sportif. Il a une sœur plus jeune Carolin, qui est aussi actrice.

## Filmographie

### Films
- 2013 : Un prof pas comme les autres (Fack Ju Göhte) de Bora Dagtekin : Daniel « Danger » Becker
- 2014 : Doktorspiele de Marco Petry : Harry
- 2014 : Bibi et Tina, le film (Bibi & Tina - der Film) de Detlev Buck : Freddy
- 2014 : Bibi et Tina : Complètement ensorcelée ! (Bibi & Tina: Voll verhext!) de Detlev Buck : Freddy
- 2015 : Un prof pas comme les autres 2 (Fack Ju Göhte 2) de Bora Dagtekin : Daniel « Danger » Becker
- 2015 : Abschussfahrt (de) de Tim Trachte : Max Schmeller
- 2016 : Bibi et Tina : Filles contre Garçons (Bibi & Tina: Mädchen gegen Jungs) de Detlev Buck : Freddy
- 2017 : Un prof pas comme les autres 3 (Fack Ju Göhte 3) de Bora Dagtekin : Daniel « Danger » Becker
- 2017 : Bibi et Tina : Quel tohubohu (Bibi & Tina: Tohuwabohu Total) de Detlev Buck : Freddy

### Court-métrage
- 2013 : Permanent Vegetative State de Nikolas Meyberg : Nik

### Téléfilms
- 2005 : Rotkäppchen de Klaus Gietinger : Konrad
- 2011 : Neue Chance zum Glück de Donald Kraemer : Max Cremer
- 2011 : Inklusion - germeinsam anders de Marc-Andreas Bochert : Paul Fischer
- 2011 : Freilaufende Männer de Matthias Tiefenbacher : Elève d'auto-école

### Séries télévisées
- 2005 : Bernds Hexe : Max Bauermann (11 épisodes)
- 2008 : Lenny & Twiek : ? (10 épisodes)
- 2010 : La famille s'agrandit : Tom Gallaway (1 épisode)
- 2011 : Danni Lowinski : Mirco (1 épisode)
- 2011-2013 : SOKO Köln : Thorsten Opoczynski/Marc Westen jeune (2 épisodes)
- 2012 : Unter uns : Lars Winkler (1 épisode)
- 2012 : SOKO Kitzbühel : Bernd Jandl (1 épisode)
- 2012 : Police 110 : Dietrich "Ditsche" Kummert (1 épisode)
- 2012-2015 : Die LottoKönige : Theo König (17 épisodes)
- 2013 : Der Staatsanwalt : Tobias Heinlein (1 épisode)
- 2016 : Tatort : Benny (1 épisode)
- 2016 : Nachtschicht – Ladies First (de) : Punk (1 épisode)

### Doublage
Films d'animations
- 2005 : Plume et l'île mystérieuse : Chucho (voix allemande)
- 2014 : Der kleine Drache Kokosnuss : Kokosnuss (voix allemande)
- 2016 : Ballerina : Victor (voix allemande)